# Lemkenhafen

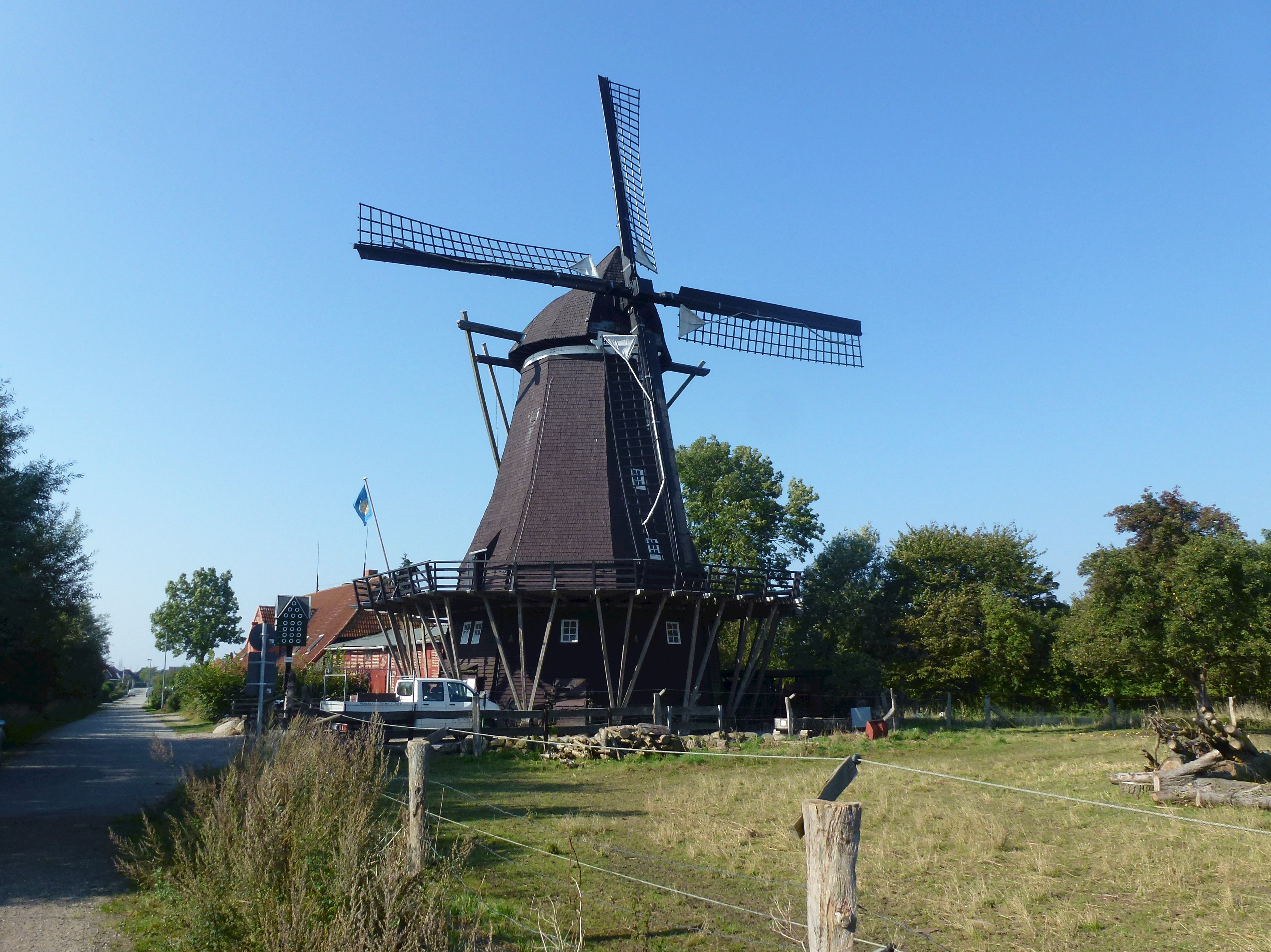
Mühlenmuseum Lemkenhafen

Lemkenhafen (Plattdeutsch: Lempenhaben und Lemkenhaven) ist ein Fischer- und Hafendorf auf der Insel Fehmarn und ein Stadtteil der Stadt Fehmarn im Kreis Ostholstein in Schleswig-Holstein. Das etwa 135 Hektar große Lemkenhafen liegt an der westlichen Südseite der Insel an der Orther Reede.

## Geschichte
Der Ort ist ursprünglich eine Tochtersiedlung des knapp vier Kilometer entfernten Bauerndorfes Lemkendorf (hochdeutsch: Lämmchen-Dorf). In der Zeit der engen Verflechtung Fehmarns mit der Hansestadt Lübeck entwickelte sich Lemkenhafen von einer kleinen Fischersiedlung zu einem wichtigen Hafenort. Vermutlich zwischen 1462 und 1510 besaß Lemkenhafen das Lübsche Stadtrecht mit Bürgermeister sowie Rat- und Stadtsiegel. Der überlieferte Siegelabdruck zeigt ein schreitendes Lamm auf einem Nesselblatt und befindet sich im Lübecker Stadtarchiv. Eine Umschrift lässt andeutungsweise erkennen: signum / sigillum – burgensium / consoles lemmekenhavene.
Das aufstrebende Lemkenhafen konkurrierte gegen den Hafen von Burg auf Fehmarn, der wegen seiner ungünstigen Lage einen aussichtslosen Stand hatte und auch abfällig als „Achtern Haben“ (sinngemäß: „hinterer Hafen“) bezeichnet wurde. Mehrfach versuchte der Rat der Stadt Burg in Eingaben an die Obrigkeit, den Getreideumschlag in Lemkenhafen zu begrenzen.
Der Wohlstand in Lemkenhafen fand seinen Ausdruck in zahlreichen Kornspeichern, den sog. Dinns. Ihre Zahl wird für 1784 mit 18 angegeben, weitere acht Speicher befanden sich im benachbarten Hafenstädtchen Orth. Von diesen 26 Speichern waren mindestens 11 im Besitz von Großbauern aus neun verschiedenen Dörfern der Insel. Der Getreideumschlag betrug 1776 mehr als 62.000 Tonnen.
Der wirtschaftliche Niedergang des Hafens wurde Anfang des 19. Jahrhunderts eingeleitet, als die immer größeren Segelschiffe wegen des Tiefgangs nicht mehr im Hafen anlegen konnten. Die Kontinentalsperre sowie der Staatsbankrott Dänemarks 1812 taten ein Übriges, so dass der Weizenexport 1829 nur noch 2.200 Tonnen betrug.

## Sehenswürdigkeiten
Die Segelwindmühle „Jachen Flünk“ (benannt nach einem ehemaligen Besitzer) in Lemkenhafen wurde 1787 vom Kornhändler und Schiffsreeder Joachim Rahlff gebaut. In der sog. Schillingsmöhl wurde Gerste und Weizen zu Grütze und Graupen vermahlen. Um 1900 waren in der Mühle fünf bis sechs Gesellen sowie weitere Hilfskräfte beschäftigt. Die 1954 stillgelegte Mühle ging in den Besitz des Vereins zur Sammlung Fehmarnscher Altertümer über und ist seit 1961 ein Mühlen- und Landwirtschaftsmuseum (siehe Mühlenmuseum Lemkenhafen).

## Gegenwart
Der Yachthafen von Lemkenhafen bietet 143 Liegeplätze, eine Slipanlage sowie einen Altölbeseitigungsservice. Bekannt ist das Revier westlich von Lemkenhafen für Surfer und Kitesurfer.